# カドネ
カドネ(Cadenet)は、プロヴァンス＝アルプ＝コート・ダジュール地域圏ヴォクリューズ県の都市(commune)。アプト郡カドネ小郡の小郡庁所在地。この市の住民のことはカドネティアン(Cadenétiens)と呼ぶ。

## 地理
デュランス川ぞいにあり、ほぼ対岸に当たる場所はクラポンヌ運河の始点に当たる。かつて川沿いには柳が生えており、伝統的な籠細工に結びついた（現在は行われていない）。

## 観光
- サン＝テチエンヌ教会- 中世の教会で、16世紀に改修された
- 籠の博物館(Musée de la vannerie)- 伝統工業として行われていた籠細工について展示されている。

## 姉妹都市
- アルコレ、イタリア

## カドネ生まれの有名人
- カドネのエリアン(Elian du Cadenet)- トルバドゥール
- フェリシアン・ダヴィッド(Félicien David, 1810年-1876年)- 作曲家